# Римский музей современного искусства
Римский музей современного искусства (итал. MACRO / Museo di Arte Contemporanea di Roma) — муниципальный музей современного искусства в Риме.

## История
В 1990-х годах Рим был столицей единственной европейской страны, в которой нет государственного музея современного искусства. Было принято решение выстроить два музея — национальный (MAXXI) и муниципальный (MACRO). Первым в сентябре 1999 года, после реконструкции помещений, были открыты 6 залов музея MACRO. Официальное открытие музея состоялось 11 октября 2002 года.

## Здание музея
Муниципальный музей MACRO (Museo d’Arte Contemporanea di Roma) создали в корпусах старой пивоваренной фабрики Peroni неподалёку от Ворот Пия.